# 7661 Reincken
7661 Reincken (1994 PK38) là một tiểu hành tinh vành đai chính được phát hiện ngày 10 tháng 8 năm 1994 bởi E. W. Elst ở La Silla.